# Albert E. Blichfeldt Høyer
Albert Emil Blichfeldt Høyer (født 8. september 1827 i Odense, død 1. januar 1879 i Lyngby ) var en dansk inspektør i Grønland. 
Høyer begyndte en militær karriere og tjente fra 1848 til 1850 I indsats som førsteløjtnant i Treårskrigen, hvilket han blev tildelt Dannebrogordenen for i 1849. Derefter arbejdede han i Grønland fra 1855, oprindeligt som volontør i Paamiut og Qaqortoq. I 1858 blev han forfremmet til assistent i Qaqortoq og i 1861 til koloniforvalter. I 1868 efterfulgte han Hinrich Johannes Rink som inspektør for Sydgrønland, inden han blev afløst i 1869 af Hannes Peter Stephensen.
Han var søn af kaptajn Søren Feodor Høyer og Marie Knuthsen. Høyer var fra 27. august 1858 gift med Emma Caroline Andersen (1841–?).